# Afonso al V-lea al Portugaliei
Afonso al V-lea (n. 15 ianuarie 1432, Sintra, Districtul Lisabona, Portugalia – d. 28 august 1481, Sintra, Districtul Lisabona, Portugalia), numit Africanul (portugheză o Africano), a fost al 12-lea rege al Portugaliei. Porecla lui se referă la cuceririle din Africa de Nord.

## Biografie

### Primii ani

Stema lui Afonso al V-lea reprezentând pretenția sa la tronurile Castiliei și Leonului.

Afonso s-a născut la Sintra ca fiul ce mare al regelui Eduard al Portugaliei și a soției acestuia, Eleanor de Aragon. Afonso al V-lea avea numai șase ani când i-a succedat tatălui său în 1438.
În timpul minoratului său, Alfonso V a fost plasat sub regența mamei sale. Atât ca străină cât și ca femeie, regina nu a fost o alegere populară pentru regență. Fără nici un aliat împotriva aristocrației portugheze în afară de Alfonso, Conte de Barcelos, fratele nelegitim al regelui Eduard, poziția reginei a fost de neconceput. În 1439 Adunarea regatului a decis înlocuirea reginei cu Infantele Pedro, Duce de Coimbra, unchiul micului rege.
Principala lui politică s-a concentrat pe evitarea dezvoltării marilor case nobile și pe concentrarea puterii în persoana regelui. Țara a prosperat sub domnia lui dar nu în mod pașnic deoarece legile lui interfereau cu ambiția nobililor puternici. Contele de Barcelos, inamicul personal al Ducelui de Coimbra (în ciuda faptului că erau frați vitregi), a devenit în cele din urmă unchiul favorit al regelui și a început o luptă constantă pentru putere.
În 1442, regele l-a numit pe Afonso primul Duce de Braganza. Cu acest titlu și cu domeniile sale, el a devenit cel mai puternic om din Portugalia și unul dintre cei mai bogați din Europa. Pentru a-și întări poziția de regent, Pedro și-a căsătorit fiica cea mare, Isabela de Coimbra, cu regele Alfonso în 1445.
În 1448, când regele a devenit major și a preluat puterea, a anulat toate legile și edictele aprobate în timpul regenței. Situația a devenit instabilă și, anul următor, Afonso l-a declarat pe Pedro un rebel și l-a învins în Bătălia de la Alfarrobeira, unde unchiul (și socrul său) a fost ucis. După bătălie și pierderea unuia dintre cei mai remarcabili infanți ai Portugaliei, Ducele de Braganza a devenit de facto conducător al țării.